# Čeng Tang
Čeng Tang, rojen kot Dzi Li, na orakeljskih kosteh zapisan kot Taj Ji
(太乙) ali Daj Ji (大乙), je bil prvi kralj kitajske dinastije Šang, * 1675 pr. n. št., † 1587 pr. n. št.
Tradicionalno velja za vrlega vladarja, kar označuje tudi njegov vzdevek "Popolni Tang". Po legendi je strmoglavil Džjeja, zadnjega vladarja dinastije Šja, in sam prevzel oblast. 

## Vzpon Šanga
Čeng Tang je 17 let vladal v Šangu, enemu od mnogih kraljestev pod suverenostje  dinastije Šja. Med vladavino Džjeja iz Šjaja je moč Šanga rasla, sprva na račun drugih vazalov Šjaja. Čeng Tangu je uspelo pridobiti podporo kar 40 manjših kraljestev. Ko je spoznal, da Džje slabo vlada svojim podložnikom, je v to prepričal tudi druge. 
V 15. letu Džjejeve vladavine je Čeng Tang začel seliti svojo prestolnico iz Lija v Bo. Približno dve leti kasneje je Šang poslal svojega ministra Ji Jina kot odposlanca k Džjeju. Ji  je ostal tam  približno tri leta, preden se je vrnil v Šang. 
Moč Šanga je še naprej rasla. V 26. letu Džjejeve vladavine je Šang osvojil Ven in dve leti pozneje napadel Kunvu. Sledila je večletna vojna med Šangom in Kunvujem, Šang pa se je kljub temu širil  na številnih frontah. Njegova vojska je osvojila  Mitšu (današnji Šinmi v Henanu) in Vej in napadla Gu, ki ga je naslednje leto osvojila. Približno v tistem času je Džong Gu, glavni zgodovinar Džjeja, pobegnil iz Šja v Šang.

### Bitka pri Mingtiau
Vojska Šanga se je okoli leta 1600 pr. n. št.  spopadla z vojsko Šjaja v krvavi bitki  pri Mingtiau (鳴條) in zmagala. 
Džje je pobegnil v Sandzong. Vojska Šanga pod vodstvom generala Vudzija ga je zasledovala in ga pri Džjaomenu ujela in odstavila, s čimer se je dinastija Šja končala. Džje je bil čez nekaj časa izgnan v Nančao, kjer je umrl zaradi bolezni. Nasledil ga je Čeng Tang, s čimer se je začela dinastija Šang.

## Kralj Šanga
Kitajci so Tangovo vladavino ocenili kot dobro. Znižal je davke in naborniško stopnjo vojakov. Njegov vpliv se je razširil na porečje Rumene reke in številna obrobna plemena, med drugimi na Di in Čjang, ki so postali njegovi vazali. Kot novo prestolnico Kitajske je ustanovil Anjang.  
Po Bambusnih letopisih je Čeng Tang v spomin na dinastijo Šja zgradil palačo Šja Še (夏社). V prvih petih letih njegove vladavine je bilo več suš. Tang je ukazal kovati zlate kovance in jih razdeliti revnim družinam, ki so bile zaradi suše prisiljene prodati svoje otroke. Denar je bil namenjen odkupu njihovih prodanih otrok. 
Po pisanju istih letopisov je v 9. letu svojega vladanja devet trinožnih kotlov, ki jih je izdelal Ju Veliki, preselil v palačo Šang.

## Miti
Čeng Tang je bil v kitajski mitologiji upodobljen na različne načine. Pogosto je opisan in upodobljen kot "devet čevljev visok brkat mož z belim obrazom, koničasto glavo, rokami s šestimi sklepi in telesom, ki je na eni strani izrazito večje kot na drugi".
Za I Čing (Knjiga sprememb) velja, da je večino knjige napisal Čeng Tang iz Šanga.